# Hleb Dudarau
Hleb Alaksandrawicz Dudarau (biał. Глеб Аляксандравіч Дудараў; ur. 17 października 1996) – białoruski lekkoatleta specjalizujący się w rzucie młotem.
W 2015 roku zajął 9. miejsce podczas mistrzostw Europy juniorów rozgrywanych w Eskilstunie. Podczas Uniwersjady rozgrywanej w 2019 roku w Neapolu zajął 4. miejsce. W tym samym roku wystąpił na mistrzostwach świata, zajmując 8. miejsce w finale.
Złoty medalista mistrzostw Białorusi.
Rekord życiowy: 78,29 (20 sierpnia 2019, Mińsk).

## Osiągnięcia
| Rok  | Impreza                              | Miejsce    | Lokata               | Wynik |
| ---- | ------------------------------------ | ---------- | -------------------- | ----- |
| 2015 | Mistrzostwa Europy juniorów          | Eskilstuna | 9. miejsce           | 72,82 |
| 2016 | Puchar Europy w rzutach              | Arad       | 5. miejsce           | 69,71 |
| 2018 | Puchar Europy w rzutach              | Leiria     | 2. miejsce (grupa B) | 72,93 |
| 2018 | Mistrzostwa Europy                   | Berlin     | el. – 18. miejsce    | 72,19 |
| 2019 | Uniwersjada                          | Neapol     | 4. miejsce           | 72,35 |
| 2019 | I liga drużynowych mistrzostw Europy | Sandnes    | 3. miejsce           | 73,58 |
| 2019 | Mistrzostwa świata                   | Doha       | 8. miejsce           | 76,00 |